# ديفيد بروكس (لاعب هوكي الجليد)
ديفيد بروكس (بالإنجليزية: David Brooks)‏ هو لاعب هوكي الجليد أمريكي، ولد في 27 ديسمبر 1939 في سانت بول في الولايات المتحدة.

## وصلات خارجية
- ديفيد بروكس على موقع أوليمبيديا (الإنجليزية)